# 共产国际与中国
共产国际对中国近代历史的发展曾产生重要影响。
共产国际是列宁为向全世界输出革命而建立的一个组织，总部在莫斯科，成立和解散的日期有待考证。该组织之目的是在世界范围内颠覆资本主义国家。其东方支部是一个特别针对中国的部门，当时的东方支部还包括朝鲜和东南亚（例，越南）但不包括印度。

## 中国社会主义工人党
1919年3月共产国际一大在莫斯科召开，中国旅俄华工联合会负责人刘绍周和张永奎以中国社会主义工人党的名义参加了大会。中国因此也成为共产国际的创始会员国。

## 中國共產黨

### 进入中国
1920年4月，俄文报纸《生活报》的记者、共产国际代表维经斯基（吴廷康）受命组建中国共产党，在翻译杨明斋的陪同下来到中国。1920年5月维经斯基在上海成立了“临时的集体中心机构”———共产国际东亚书记处，下设中国、朝鲜和日本三个科，书记处全会选出三人临时执行局，维经斯基任东亚书记处临时执行局主席。
维经斯基7月4日到北京，7月5日至7日召开了在华工作的俄共（布）党员第一次代表会议；通过俄国汉学家译学馆俄文教习伊凤阁和鲍立维的介绍，联系到李大钊，又通过李联系上于上海的陈独秀。吴廷康经陈独秀介绍，会见了上海《星期评论》的主编戴季陶、李汉俊、沈玄庐和《时事新报》的负责人张东荪等人。
通过一系列的会谈，吴廷康认识到“中国革命运动最薄弱的方面就是活动分散。为了协调和集中各个组织的活动”，他立即“着手筹备召开华北社会主义和无政府主义者联合代表会议。”“最积极的中国同志”会议于1920年7月19日在上海举行，这是酝酿中国共产党成立的一次各革命团体的联合会议。吴廷康“不仅参加会议筹备工作(制订日程和决议)”，而且亲自“参加会议”。这次会议为中共上海发起组的成立奠定了基础。
会议后，吴廷康和陈独秀、李汉俊、李震瀛在上海成立了革命局，下设出版部、宣传报道部和组织部。李汉俊负责出版部，刊印了陈望道翻译的《共产党宣言》、谢尔盖·米宁的《共产党员是些什么人》等小册子。组织部则“忙于在学生中间做宣传工作，并派遣他们去同工人和士兵建立联系。”组织部稍后还组织了10个地方工会和行会的代表会议，成立了工人委员会。吴廷康起草了工人代表大会的决议，并成为在工会中进行宣传的材料。
维经斯基在上海向陈独秀提出建党建议，得到陈的同意，8月，陈独秀、李汉俊、陈望道、沈玄庐、俞秀松、李达、施存统和邵力子等人在上海陈独秀寓所组织成立了“中国共产党”（后人归纳为“上海共产主义小组”），陈独秀被推选为书记。因此共产国际的刊物认为，中国共产党的成立日期是1920年8月。

### 内部准备
1920年7月27日俄共（布）西伯利亚中央局东方民族处在伊尔库茨克成立，组成人员有冈察洛夫（俄共（布）中央全权代表，西伯利亚红军政委）、布尔特曼（东方民族处处长）、加篷（苏俄外交人民委员部驻西伯利亚使团副全权代表）。
1920年8月召开的共产国际二大注意力开始转向东方，即“支持殖民地和附属国的民族解放运动，在这些国家创建共产党和建立广泛的宣传鼓动小组网”。设立了外交人民委员部代表机构(外交人民委员部西伯利亚使团东方局)、俄共西伯利亚地区局和俄共远东局等机构。
9月末俄共（布）远东局书记兼外贝加尔省委主席布龙斯泰因担任东方民族处主席团书记兼报道部主任。设中国科、朝鲜科、蒙藏科、日本科、总务科、宣传出版科、联络科、情报科。中国科负责人为阿布拉姆松、霍赫洛夫金（荷荷诺夫金）。该处领导维经斯基和朴金树对华工作，在上海的共产国际东亚书记处机构改称东方民族部国外科。并列存在的还有俄共中央中国共产主义者中央组织局(设在上乌金斯克)和以M·留金为首的隶属于州党委的外交人民委员部东方局(划归中东铁路用的地带)。远东共和国政府可以干预东方民族处的工作。
1920年9月15日共产国际执委会决定,在设立于伊尔库茨克的俄共（布）西伯利亚中央局东方民族处基础上,成立“机动的和临时性的机构———共产国际远东书记处，帮助远东太平洋国家的工人和劳动群众寻找建立阶级组织。1921年1月完成组建，东方民族处和外交人民委员部西伯利亚使团遂被取消。地区科(执行委员会)实际上实行的是集体领导，即由一位俄罗斯人和一位“当地”书记负责地区科工作，由他们组成领导委员会(没有明确的固定的组织和主席)。
远东书记处主要领导成员有:共产国际驻远东全权代表鲍里斯·扎哈罗维奇·舒米亚茨基(笔名为扎哈罗夫，兼任俄共（布）远东中央局委员、第五集团军政委、外交人民委员会远东全权代表）、副代表明斯克尔（设在哈尔滨的俄共（布）滨海边疆区委全权代表）、责任书记维经斯基和А·鲍得里茨基、情报科长С·И·斯列帕克、中国科俄方书记И·К·马马耶夫、中国科的中方书记先后张太雷、张国焘、共产国际青年工作全权代表塞奇·达林、办公室主任布卡特等。派驻上海代表尼科尔斯基（瓦西里、别尔克、涅伊曼、瓦西里耶夫）。

### 中共成立
1921年7月23日，在共产国际的资助下，来自中國各大城市和日本留學生代表的中国共产党的13名黨員（共有57名党员）和共产国际代表马林、尼克尔斯基在上海举行第一次全国代表大会，最后一天会议移至嘉兴南湖举行，会议选举陈独秀、张国焘、李达三人组成的中央局为领导机构。这也是中共通常认可的成立日期。1921年10月初,根据共产国际执委会远东书记处的决定，В·利金作为“在华工作全权代表”被派往中国，取代了尼克尔斯基(瓦西里)，接管了他的一切联系。

### 加入共产国际
1922年2月远东各国共产党及民族革命团体第一次代表大会结束之后，共产国际远东书记处完成了帮助建党任务而撤销。舒米亚茨基在共产国际远东书记处1921年3月至1922年3月的工作成果报告中说：“ 共产国际远东书记处是一个辅助机构，通过这个机构共产国际在远东国家发挥了自己的作用”，如在中国成立了统一的中国共产党，建立了工会组织，为远东各民族代表大会物色了参加者，“在完成自己的任务之后，共产国际远东书记处作为辅助机构已不复存在”。舒米亚茨基在1922年2月奉命到赤塔工作。布卡特被任命为共产国际执委会伊尔库茨克联络站(国际联络部)主任。到1922年年中，国际联络部联络站在远东的数量缩减到3个(赤塔—哈尔滨—上海)。1922年夏秋间缩减共产国际编制的行动，使维经斯基、斯列帕克和政治顾问Л·Г·考夫曼这三位不得不负责整个远东的工作。1922年7月，中共二大正式决定参加共产国际，成为它的一个支部，在很长一段时间里，第三国际成了中共的实际领导者，中共也从第三国际获取卢布、鸦片（方便在中国南方兑现）等援助及形势指导。
1922年11月5日-12月5日召开的共产国际四大，陈独秀率代表赴莫斯科参加。结束后，1922年12月成立共产国际执行委员会东方部，萨法罗夫、拉狄克、拉斯科尔尼科夫先后任东方部主任，维经斯基任副主任。东方部分为近东部、中东部、远东部。远东部部长维经斯基，副部长斯列帕克，中国问题顾问考夫曼。12月12日，维经斯基提出关于远东部机构的组织、义务的划分、支出的概算等方面的措施。维经斯基指出，应当直接在东方国家开展工作，以便更详细地了解这些国家的现状、政治经济状况的特点和年轻的共产党的组成。
1923年1月2日，共产国际执委会组织局批准了维经斯基的建议，在海参崴成立了共产国际执委会东方部远东局，维经斯基、马林 、片山潜、И·И·法因贝格、考夫曼 (马林和片山潜未到任)被指派参加该局工作。正值远东共和国领导改组：马特维耶夫成为政府主席，阿诺欣和库比亚科负责俄共（布）中央远东局，布留赫尔负责军事委员会，科肖尔被任命为俄共（布）中央西伯利亚局书记。维经斯基认为，远东部和海参崴局的最重要工作是“使人数不多的中国共产党(300人) 接近工人群众，建立全国一切民主力量的反帝统一战线”。因此，中国共产党“特别需要共产国际的领导，因为它实际上只是从这一年起才开始以真正的政治组织而不是宗派主义马克思主义小组的姿态出现在国家政治生活舞台上”。尽管海参崴局成立了情报机构 ，创办了印刷厂等，但远东局还是没有保持生命力，不能够与各国共产党，包括中国共产党建立固定的联系。1923年7月，海参崴远东局撤销，它的功能转到了与北满建立联络的正式的代表机构，而中共的影响没有渗透到北满。作为东方部的组成部分的远东部又存在了两年。

### 远东书记处
1926年3月24日,共产国际执委会主席团作出改组共产国际机构的决定,把所属各支部所在国家按地理位置划分为11个地区,每个地区设立一个书记处，由共产国际派一位主管书记和该地区支部的代表组成。同月共产国际执行委员会远东（地区）书记处于莫斯科成立。远东书记处成员有：维经斯基、别达赫特、谢马温、蔡和森、罗易、片山潜、金成树、杨诺夫斯基、基姆、得洪、卡斯帕罗娃、福京、太洪、袁庆云和多比索夫等。后来，彼得罗夫（拉斯科尔尼科夫）任远东书记处主席（又称主任）。1927年1月18日瓦格纳为远东书记处书记。
1926年4月远东书记处最初的一系列会议上，讨论了两个重要问题：为中国共产党拨款和建立共产国际驻中国代表机构的问题。根据联共(布)中央政治局1926年4月29日决定在上海建立共产国际执委会远东局，就近指导东亚、东南亚工作。由维经斯基(化名为谢尔盖、谢尔金)、拉菲斯负责出版工作、格列尔(教授)负责工会问题、福京(年轻人)负责青年工作，以及中朝日三国共产党代表组成远东局，以维经斯基为主席。还有曼达良(切尔尼亚克)。
1926年6月18日，维经斯基、拉菲斯、格列尔、福京组成远东局苏联代表团，在上海聚集并立即开展工作。远东局吸收了青年共产国际派到中国工作1年的纳索诺夫。中共派出陈独秀化名老头子为驻远东局常任代表，瞿秋白化名文学家为常任副代表。远东局主席维经斯基参加中共执委会工作。其间，中共许多重大决策是在远东局与中共中央执委会的联席会议上讨论和决定的。
1927年3月10日，联共(布)中央书记处受中央政治局委托，批准了共产国际执委会远东局新的人员组成：鲍罗廷(化名银行家）、罗易(化名约翰逊）和中国共产党、朝鲜共产党及日本共产党各一名代表，并拟由当时并未在中国的列普赛任远东局书记。年3月17日，远东局原成员福京和曼达良离开中国。4月9日共产国际驻中国代表团解散了远东局。4月27日至5月9日参加完中共五大后，维经斯基很快被召回莫斯科。6月，为协调政治代表和军事顾问在中国的工作，联共(布)中央政治局增补布留赫尔 (化名加伦、乌拉尔斯基)。6、7月间，罗易和鲍罗廷被召回莫斯科，在他们的继任者牛曼和罗米纳兹 (化名伯纳)到达中国之前，只剩下了布留赫尔。7月8日，根据共产国际执委会政治书记处秘密会议决定 ，成立共产国际执委会常设中国委员会，其组成人员有：布哈林、拉斯科尔尼科夫、布朗，以及候补委员马吉。

### 与国民党决裂
1927年8月7日共产国际驻中国代表罗明纳兹在汉口主持中共中央紧急会议，撤销陈独秀的总书记职务，是为八七会议。1927年11月，罗米纳兹返回苏联。
1927年底，共产国际执行委员会成立东方书记处，负责人库西宁。1928年3月，东方书记处成立军事委员会，主席别尔津，成员有米夫、布柳赫尔、赫梅廖夫、马马耶夫、苏兆征、向忠发等。1928年春，赤色工会国际派驻太平洋职工书记处书记米特克维奇(亚历山德罗维奇、乔治·哈迪)在中国履行共产国际代表的职责。第二位代表牛曼继续在广州工作。阿布拉莫维奇(化名阿尔诺、阿尔布列赫特)和驻中共中央军事部顾问谢苗诺夫(化名安德烈)在上海。1928年4月米特克维奇返回莫斯科后，由阿布拉莫维奇完成共产国际执委会代表的职责，直到1929年初。1928年6月12日，东方书记处决定成立常设中国委员会。

### 中共六大
1928年6月18日至7月11日，共产国际在苏联莫斯科操纵秘密召开中共六大。1928年6月中共六大期间，共产国际不再派遣驻华代表，改由瞿秋白、张国焘、邓中夏、王若飞等组成中共驻共产国际代表团，通过代表团指导中国革命。
1928年7月17日-9月1日的共产国际六大后，共产国际执行委员会由原来的11个书记处减为8个，其中之一是东方书记处，其领导人是库西宁。受东方书记处委托，10月29日起，米夫着手组建共产国际执委会东方书记处常设中国委员会，11月12日召开第一次会议，在不同时期参加该委员会工作的人员有：米夫(负责人)、阿尔诺特、瞿秋白、张国焘(晚些时候黄平)、库丘莫夫、加藤、舒宾、纳索诺夫、阿布克夫、别尔津、格列尔、弗赖耶尔、沃林、马季亚尔、瓦西里耶夫、马祖特 、邓中夏、罗登贤、王若飞、余飞。为了高效地解决组织和技术性问题，从1928年底工作到1929年成立了小中国委员会(库丘莫夫、米夫、瞿秋白、张国焘)和在必要情况下邀请其他机构人员参加的专门的中国问题会议制度。

### 远东局
1929年3月在上海成立了新的共产国际执行委员会远东局。远东局负责人И·А·雷利斯基(化名奥斯藤、保尔)，共产国际执委会驻中共中央代表格哈德·埃斯勒（化名罗伯特）、赤色职工国际代表兼赤色职工国际太平洋书记处书记乔治·哈迪（1930年6月返回莫斯科，由赤色工会国际的另一位代表с·斯托雅尔替代)、青年共产国际代表Г·别斯帕洛夫（马西）。在恢复党、工会、共青团组织中给中共中央很多帮助。1930年2月到8月雷利斯基在莫斯科，由埃斯勒代理负责远东局，向共产国际执委会汇报和肯定了毛泽东及其领导的工农红军，为共产国际领导层充分肯定、信任毛泽东奠定了基础。
1930年7月29日共产国际执委会批准了远东局的新班子：米夫为远东局书记（1930 年10月到1931年4月在中国），成员有И·А·雷利斯基(化名奥斯藤，1930年8月至1931年8月在上海）、埃斯勒（罗伯特，1931年1月返回莫斯科）、斯托利亚尔（在中国工作到1931年6月）、别斯帕洛夫(在上海工作到1931年4月)和米林（即盖利斯，苏联红军总部第四局人员，只有一只胳膊，1930年9月任共产国际远东局驻上海三人军事小组组长，1931年4月回国）。
1930年，以瞿秋白为团长的中共驻国际代表团成员己全部回国，又由于中共六届四中全会以后白区的白色恐怖，在一年多的时间内没有中共代表团负责人在国际工作。1931年1月7日，共产国际代表米夫在上海主持中共六届四中全会，撤销了李立三和瞿秋白的中央政治局委员职务，由王明（陳紹禹）任中央政治局常委，实为主持中央工作，总书记向忠发为傀儡。1931年4月，发生顾顺章事件。1931年4月下旬，远东局领导人和工作人员因安全原因陆续撤离上海，米夫和盖利斯、别斯帕洛夫一起离华，1931年6月鲁德尼克（牛兰）及其妻子被捕，接下来远东局的其他成员也相继离开(9名成员中的7位)，代表机构（远东局）事实上停止了在上海的工作，只有青年共产国际代表茨维伊奇留在上海至1932年夏。
1931年，王明提出辞去代理总书记职务，改任中共驻共产国际的要求，经米夫同意后，便于1931年10月18日离开上海，11月7日到达莫斯科，并于11月10日被任命为中共驻共产国际代表团团长，参加共产国际执行委员会工作。1933年7月，康生到达莫斯科，王明任命其为代表团副团长。
1931年10月3日与7日，共产国际执行委员会政治书记处两次开会讨论东方书记处领导班子，决定由东方书记处三位副主任米夫、马季亚尔、萨法罗夫组成东方书记处领导委员会，集体决定一切重大问题，米夫负责总的领导，萨法罗夫负责中东与非洲黑人国家，马季亚尔负责近东与所有阿拉伯国家。1932年2月，增补弗赖耶尔为东方书记处领导委员会成员。
1932年春，共产国际国际联络部代表格伯特到上海，工作到1935年5月。1932年3月4日，东方书记处副主任阿图尔·埃韦特（德国共产党员）为驻华代表、远东局书记，1932年9月到上海。1932年11月远东局在上海恢复工作。
1932年11月第三国际派遣德国人李德由满洲抵达上海，协助营救共产国际特工牛兰夫妇，1933年自愿申请去苏区，1933年10月化装成外国传教士进入苏区，并立即成为中共军事委员会核心之一。1935年1月遵义会议后，李德被中共本土力量以“严重脱离中国革命现实情况”为由强行剥夺权力，第三国际逐渐失去了对中共直接控制。
1933年4月下旬总军事顾问曼弗雷德·施特恩（美国共产党员，化名弗雷德）到上海。1933年10月，共产国际执委会东方书记处派遣美国共产党员赖安到中国，帮助中华全国总工会、上海中央局组织工会与反帝工作。1933年12月，共产国际执委会政治书记处派遣美国共产党员贝克到“到上海从事工会工作”，于1934年5月抵达。

### 关系中断
1934年3月下旬，曼弗雷德·施特恩被召回，在共产国际执委会东方书记处负责军事工作。1934年8月初埃韦特被召回，远东局成员剩下赖安、赤色职工国际驻华代表贝克、共产国际国际联络部驻上海代表格伯特。1934年10月，中共上海中央局书记盛忠亮（盛岳）被捕叛变。1934年10月赖安被召回，远东局实际上停止工作。格伯特和威廉于1935年5月和6月相继返回莫斯科，共产国际国际联络部上海工作站同共产国际电讯恢复的努力无结果。远东局在无形中结束。贝克在1935年2月被召回。 
1937年，抗战爆发，王明回国，以王明為首的“國際派”是第三國際的嫡系，但王明的靠山米夫很快在大清洗时期的1938年被处决，毛泽东成了国际的新宠。王明在后来的延安整风中遭到批判，在党内失去势力。1940年2月，中共驻共产国际代表团宣布结束使命。

## 中國國民黨
第一次国共合作时期，由于大量中共党员的加入，中国国民党曾于1926年和1927年两次申请加入共产国际，但共产国际拒绝了申请，只是决议通过承认国民党为准共产党。蔣介石列名共產國際中央執行委員會名譽常委，是中國人在共產國際中最高地位。
在1926年2月13日，中國國民黨中央執行委員會全权代表胡漢民請求共產國際接納國民黨加入共產國際。
1926年2月17日，共產國際執行委員會第六次全會的聯共（布）代表團核心小組在會議中讨论議決「關於接納國民黨（按照共產國際章程第17條）作為同情黨加入共產國際的問題提交政治局討論」。
1926年2月18日，聯共（布）中央政治局會議中對國民黨加入共產國際問題进行讨论表决。最终會議決定：「鑒於廣州國民政府的國際環境和中國革命運動的未来發展前景，認為有必要提前同國民黨代表舉行的非正式會議上說服國民黨代表不要提出國民黨加入共產國際的問題」。
1926年2月25日，共產國際執行委员會主席團在給國民黨中央委員會的信，寫道：「國民黨作為同情黨正式加入共產國際自然不會遇到甚麼反對意見」。
共產國際執行委員會第六次擴大全會（1926年2月17日－3月15日），決議通过了吸收中國國民黨為共產國際的同情黨，並選舉蔣介石為共產國際執委主席團名譽委員。國民黨代表胡漢民也在2月下旬列席了第六次擴大全會。
中華民國政府退守台灣後，蔣介石於蘇俄在中國一書中指出蘇聯解散共產國際是為了切斷與各國共產黨的正式、附屬關係，從而減低蘇聯的政治責任。但蘇聯仍對各國共產黨（包括中國共產黨）有很大影響力。

## 非基督教运动
陶飞亚根据近年俄罗斯解密的历史档案记载指出，共产国际曾在幕后策划和推动非基督教运动。其目的是排除英、美的基督教教会对中国文化教育的影响，爆发于20世纪20年代的中国非基督教运动，是在俄共（布）与共产国际远东局、青年国际的直接指导下，由中国共产党发起并领导，也包括国民党等组织成员参与的政治斗争。俄共及共产国际将不断发展的基督教及其事业，以及在中国青年中滋长的亲美思想，视为中国人走俄国革命道路的障碍。因此，发动非基督教运动旨在打击西方在华宗教势力，削弱西方影响，唤起中国青年的民族主义情绪，并且在青年中扩大共产党的影响。他们通过反对基督教教会实现反帝目标的策略在实践中获得一定成效。但基督教在中国社会生活中的地位毕竟与东正教在俄国的情况有很多差别，共产国际代表以俄国革命反宗教斗争的经验，来影响中国的非基督教运动，不免有过左的倾向。而这种倾向直到红军长征结束之际才开始被纠正。